# Heľpa
Heľpa este o comună slovacă, aflată în districtul Brezno din regiunea Banská Bystrica. Localitatea se află la altitudinea de 660 m deasupra n.m., se întinde pe o suprafață de 41,703 km2 și în 2017 număra 2.614 locuitori.

## Istoric
Localitatea Heľpa este atestată documentar din 1549.

## Demografie
| An:                | 1994 | 2004   | 2014   | 2024    |
| ------------------ | ---- | ------ | ------ | ------- |
| Număr de persoane: | 3081 | 2945   | 2686   | 2393    |
| Diferență:         |      | −4,41% | −8,79% | −10,90% |

| An:                | 2023 | 2024   |
| ------------------ | ---- | ------ |
| Număr de persoane: | 2398 | 2393   |
| Diferență:         |      | −0,20% |